# Cleretum bruynsii
Cleretum bruynsii är en isörtsväxtart som beskrevs av Klak. Cleretum bruynsii ingår i släktet Cleretum, och familjen isörtsväxter. Inga underarter finns listade i Catalogue of Life.